# الصبي الوسيم في البيت المجاور (مسلسل)
الصبي الوسيم في البيت المجاور (بالكورية: 이웃집 꽃미남)‏ مسلسل رومانسي كوميدي كوري جنوبي صدر عام 2013، مقتبس من الويبتون الكورية «أنا اراقبه يومياً». عرض لأول مرة على قناة تي في إن من 7 يناير إلى 26 فبراير 2013.

## القصة
تدور حول قصة حب بين رابونزيل الحضرية غو دووك مي (بارك شن هي) حيث تعيش في عزلة عن العالم فرضتها هي على نفسها، حيث يقبض عليها فتى الزهرة إنريكي (يوون سي يوون) عندما تتسلل نظرات غو دووك إلى جارها وهو صديق انريكي.

## طاقم العمل
منتج المسلسل هو جو مون جوو ومن إخراج جونغ جونغ هوا وكاتب القصة الأصلية -قصة الويبتون- أنا اشاهده كل يوم (بالكورية: 나는 매일 그를 훔쳐본다)‏ يو هيون سوك وكاتب السيناريو كيم اون جونغ.

## روابط خارجية
- الصبي الوسيم في البيت المجاور على موقع IMDb (الإنجليزية)
- الصبي الوسيم في البيت المجاور على موقع ليتربوكسد (الإنجليزية)
- الصبي الوسيم في البيت المجاور على موقع كينوبويسك (الروسية)
- الصبي الوسيم في البيت المجاور على موقع قاعدة بيانات الفيلم (الإنجليزية)